# Hot Wheels
Hot Wheels (досл. «горячие колёса») — бренд американской компании Mattel, под которым выпускаются литые модели игрушечных автомобилей в масштабе 1:64. Игрушки под этой маркой впервые появились в 1968 году. До 1997 года главным конкурентом Hot Wheels был бренд Matchbox, затем его владелец, компания Tyco Toys, была куплена Mattel за 755 миллионов долларов и превратилась в подразделение компании.
Многие производители автомобилей предоставляют для бренда чертежи своих автомобилей для последующего воспроизводства в моделях. Хотя изначально игрушки были предназначены для детей, они стали популярным коллекционным объектом. Для коллекционеров выпускаются ограниченные серии Hot Wheels.

## История
В противоположность Matchbox, бренд задумывался для выпуска особенных автомобилей, нечасто встречающихся в повседневной жизни. В 1968 году появилось 16 моделей (получившие у коллекционеров название sweet sixteen), из которых 11 были созданы Гарри Бентли Бредли (англ. Harry Bentley Bradley), профессиональным автомобильным дизайнером, создавшим, среди прочего, концепт-кар Dodge Deora. Самой первой выпущенной моделью стал тёмно-синий тюнингованный Camaro.
Десять из первых 16 автомобилей в качестве прототипов имели существующие серийные машины (с тюнингом), а остальные шесть основывались на выставочных и гоночных моделях. При этом ни у одной из игрушек не открывались двери, так как для точного воспроизведения петель они должны были быть микроскопического размера.
Появление Hot Wheels на рынке сопровождалось ошеломляющим успехом и потребовало от конкурентов пересмотреть их собственный подход к созданию моделей. В дальнейшем Бредли отказался продолжить работу над созданием новых моделей, но рекомендовал в качестве своей замены Айру Гилфорда. В 1969 году Гилфорд, только что уволившийся из Chrysler, приступил к созданию следующего выпуска Hot Wheels. Ему принадлежат идеи моделей Twin Mill и Splittin' Image, считающихся одними из лучших в коллекции. The Splittin' Image, Torero, Turbofire и Twin Mill, вышедшие в серии «Show & Go», стали первыми оригинальными разработками бренда Hot Wheels.
В 1970 году Mattel с Hot Wheels вышел в лидеры рынка, что позволило компании выдвинуть лозунг «Go with the Winner». За год были выпущены 43 новые модели. В команду пришли новые дизайнеры, в том числе Ларри Вуд, который трудился над дизайном моделей в течение целых 40 (!) последующих лет.
В 1972 и 1973 годах новые выпуски появлялись редко: в 1972 году вышло лишь 7 новых кастингов, а в кастинге 1973 года из 24 выпущенных моделей, впервые были представлены только три (остальные являлись реколорами ранее выпущенных версий). Примерно в это же время изменилась технология окраски машин, сохранившаяся в том или ином виде до настоящего времени. Из-за низких продаж в 1972 - 1973 годах, выпущенные в этот промежуток времени модели впоследствии приобрели очень высокую коллекционную ценность. В 1974 продажи вновь выросли за счет нанесения на кузова машинок ярких рисунков.
В 1980-е годы стартует серия машинок под названием «Colour Shifters», - модели, меняющие цвет под воздействием температуры (например, при воздействии на корпус машинки горячей или холодной воды, происходило изменение окраски). Также появляется серия машинок, с деталями, имитирующими повреждения. 
В 1983 у Mattel случился конфликт с General Motors из-за выпуска Chevrolet Corvette в обновлённом дизайне, который автопроизводитель готовил на 1984 год, что, однако, не привело к отзыву лицензии у игрушечного гиганта. В 1985 году, совместно с Epyx, Mattel выпустила компьютерную игру Hot Wheels.
В 1989 году все выпущенные за год модели были перечислены в специальной коллекционной карточке. Номера оканчивались на 274, хотя были пропущены 48, 61 и 173.
Начиная с 1995 года вся линейка Hot Wheels была разделена на серии. Так называемая «1995 Model Series» включала только новые модели этого года, а в следующем году впервые появившиеся в модельном ряду экземпляры стали помечаться как First Editions. В этом же, 1996 году появилась серия выпускаемых ограниченным тиражом машинок Treasure Hunt.
В 1997 году бренд стал спонсором гонщика NASCAR Кайла Петти и, как следствие, появились модели машин, участвующих в этих соревнованиях. В 1999 году было заключено соглашение с пятью командами Формулы 1 на воспроизведение в игрушках их автомобилей.
В 2000 году развитием бренда занялись молодые дизайнеры. В 2001 году было выпущено 240 моделей, в 2002 — 195. 2003 год ознаменовался выходом в честь 35-летия бренда полнометражного мультфильма Hot Wheels Highway 35 World Race, а также созданием полноразмерной версии модели Deora II, выставленной в Зале славы Hot Wheels в Автомобильном музее Петерсена в Лос-Анджелесе. Канадский кантри-музыкант Рик Типпе записал песню, посвящённую Hot Wheels.
В 2004 году в продажу поступила серия «Hot 100», состоящая из 100 новых моделей, многие отличавшиеся экстремальным дизайном. Эта практика продолжилась и в следующем году. Продолжение получил и фильм — вышел сиквел Hot Wheels AcceleRacers.
В 2007 году появилась серия Modifighters, повторявшая принципы трансформеров, но определявшая исходной формой не роботов, а автомобили. В 2009 году дебютировал CGI-телесериал Hot Wheels Battle Force 5. Одновременно в продажу поступили автомобили, показанные в мультфильме.
С 2010 года Mattel, под маркой Monster Jam, Mattel запустил в продажу биг-футы . Каждый из них имеет уникальную окраску и огромные, по сравнению с обычными колеса.
В 2012 году стартовала тематическая серия DC Universe Cars, автомобили в которой раскрашены в цвета героев комиксов DC.

## Список игрушек-автомобилей Hot Wheels

### Twin Mill
Очень длинный автомобиль, одновременно Хот-род и суперкар. Зеленая гоночная машина очень популярна, появляется почти во всех компьютерных играх и фильмах Hot Wheels. Идея появилась в 1969 году. Является одним из символов Hot Wheels и Зеленой Команды. Появляется в мультфильме Hot Wheels: The Origin of Avesome и почти во всех компьютерных играх. На данный момент существуют 6 версий: Twin Mill (1973), Twin Mill (1976), Twin Mill III (1993), Twin Mill III (Современное издание, 2008), Hardnoze и Twin Mill Gen-e (электрокар).

### RD-02
Один из автомобилей серии RD, которая включает в себя 10 автомобилей с концептуальным дизайном. У данного концепта двигатель мощностью в 840 лошадиных сил и 8-ступенчатая МКПП Выпускается с 2005 до нашего времени. Дебютировал в серии AceleRacers. Также является автомобилем-разведчиком в сериале с тем же названием.

### Howlin' Heat
Автомобиль-монстр. Является суперкаром с пастью вместо решетки радиатора. На крыше есть небольшие крылья

### Bone Shaker
Хот-род с четырьмя выхлопными трубами и черепом спереди. Часто появляется в компьютерных играх. Имеется так же Off-Road версия этого автомобиля и несколько версий размера 1/50.

### Quick’n’Sick
Спорткар со стеклянной крышей. Появляется в фильме Hot Wheels: The Origin of Awesome как автомобиль Брендона. До этого его роль играл Chicane.